# Campus Mejlans
Campus Mejlans (finska: Meilahden kampus, engelska: Meilahti Campus) är ett av Helsingfors universitets campusområden. Det omfattar den medicinska fakulteten och många medicinska forskningsinstitut. Flera sjukhus är även samlade i området. 